# Валютный коридор
Валютный коридор — это пределы колебания валютного курса, устанавливаемые как способ его государственного регулирования и поддержания центральным банком посредством покупки и продажи валюты.
Характерная особенность валютного коридора состоит в том, что изменение курсовых соотношений и установление самого валютного курса могут колебаться исключительно в строго ограниченных и закреплённых нормативно-правовыми документами пределах. Следовательно, валютный коридор позволяет более точно прогнозировать экономическую ситуацию и тем самым значительно снижать риск в процессе осуществления внешнеэкономических операций, что является достаточно стабилизирующим фактором для всей экономики страны.
В Российской Федерации валютный коридор впервые введён 8 июля 1995 года и действовал до 1 октября 1995 года. Затем «коридор» был продлён до конца 1995 года в пределах от −5,7 % до +7,5 % от уровня курса доллара на 5 июля 1995 года. С 1 января до 1 июля 1996 года был введён новый валютный коридор, на смену которому пришла так называемая скользящая привязка российского рубля к американскому доллару. Эта политика получила название наклонного валютного коридора, когда изменения валютного курса стали привязываться к прогнозным оценкам изменения уровня инфляции, но с небольшим отставанием.
В период кризиса ликвидности, начавшегося в конце 2008 года ЦБ РФ ввёл так называемый бивалютный коридор, состоящий из отношения к рублю 0,55 доллара и 0,45 евро. При этом на бирже курс поддерживался в рамках коридора путём валютных интервенций из резервов ЦБ.
С февраля 2005 года и до конца 2014 года в России действовал плавающий валютный коридор. При плавающем валютном коридоре курс рубля рассчитывался как средневзвешенный валютный курс на основе бивалютной корзины. Её структура, начиная с февраля 2007 года, была установилась в пропорции 45 % евро и 55 % доллара США. Валютным коридором обуславливались пределы колебания валютного курса рубля. По мере удешевления рубля границы валютного коридора были постепенно расширены, и согласно данным Банка России они составили 37,25—46,25 рубля в середине октября 2014 года. В июне 2014 года эти показатели были равны 36,4—43,4 рубля, в середине 2013 года — 31,7—38,7 рубля. Стоимость бивалютной корзины по состоянию на начало ноября 2014 года превысила 51 рубль. В ноябре 2014 года валютный коридор был упразднён. Начался переход к режиму «свободного плавания» рубля .